# Dillweißenstein
Dillweißenstein ist ein Stadtteil von Pforzheim. Im Stadtteil leben heute 9.294 Menschen (Stand: 31. Dezember 2023).

## Geschichte

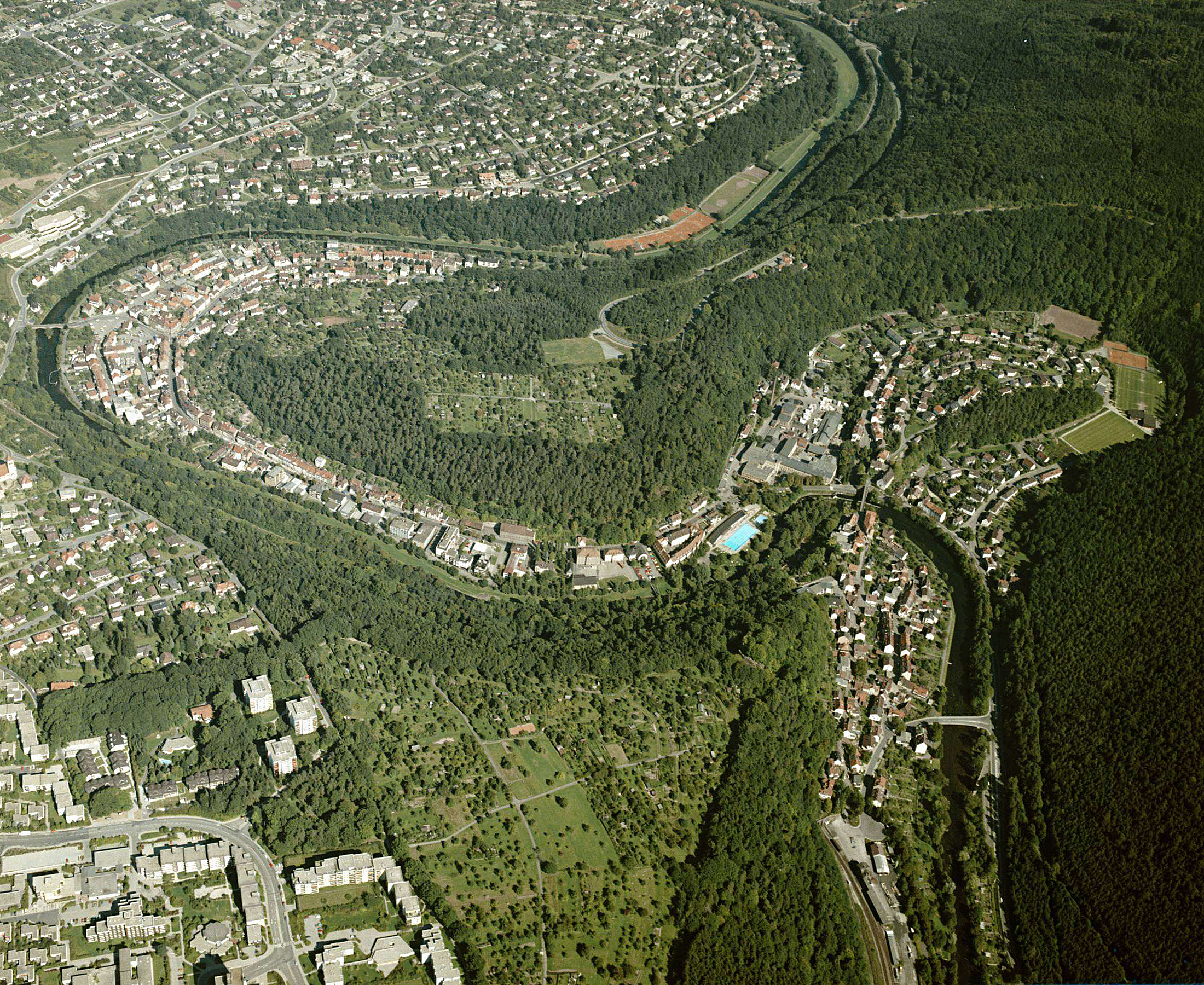
Der Stadtteil Dillweißenstein in der abgeschnürten Nagoldschleife (rechts)

Die 1861 gegründete Papierfabrik Weissenstein bestand bis 2001.
Dillweißenstein entstand 1890 durch die Zusammenlegung der Orte Dillstein und Weißenstein. Zum 1. Januar 1913 erfolgte die Eingemeindung. In der ehemaligen, nach dem Zweiten Weltkrieg leerstehenden Maschinenfabrik Trautz quartierte sich in den Jahren von 1949 bis 1960 die aus der Badischen Kunstgewerbeschule Pforzheim und der Goldschmiedeschule Pforzheim hervorgegangene Staatliche Meisterschule der deutschen Edelmetall- und Schmuckindustrie Pforzheim, angegliedert die Gewerbeschule 3, ein, deren Schulgebäude 1945 durch Bomben zerstört worden war.
Der Sender Pforzheim-Dillweissenstein besteht seit 2009.

## Verkehr
Zwischen 1927 und 1953 wurde Dillweißenstein von der Straßenbahn Pforzheim bedient. Diese wurde 1953 vom Oberleitungsbus Pforzheim abgelöst, der wiederum bis 1969 verkehrte. Heute wird der Ort durch die Omnibuslinie 3 der RVS Regionalbusverkehr Südwest GmbH bedient. Zudem besteht der Bahnhof Pforzheim-Weißenstein an der Nagoldtalbahn.

## Sehenswertes

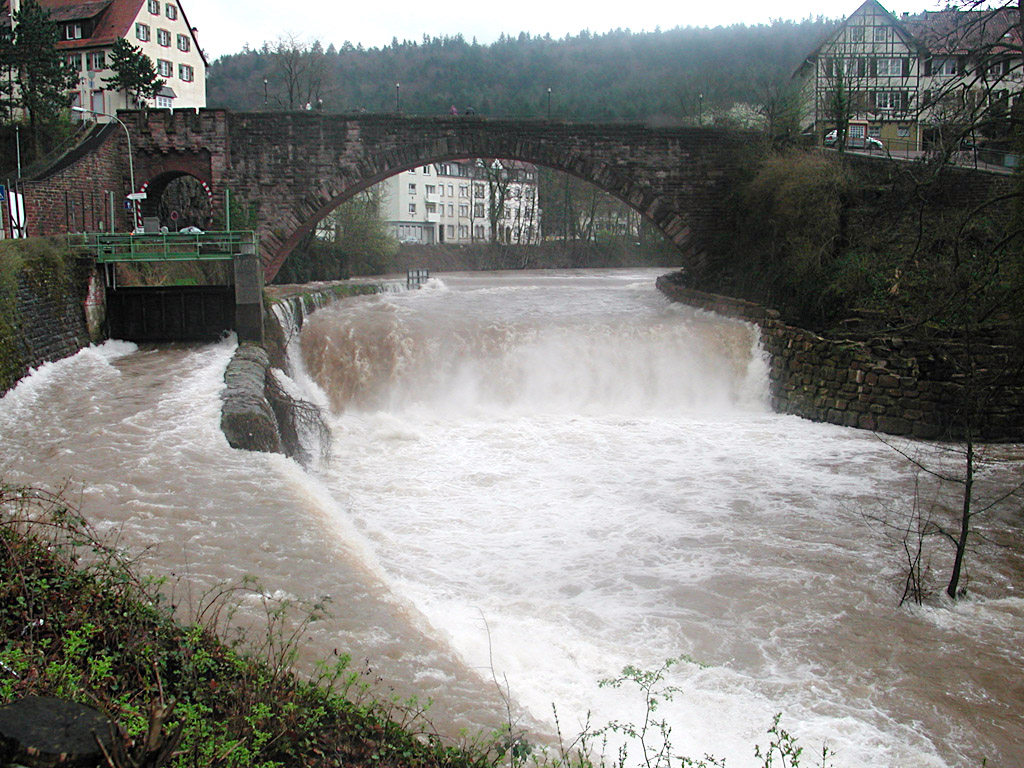
Nagoldfall (Wehr) bei Hochwasser

In Dillweißenstein befinden sich die Burgruine Kräheneck und die Burgruine Rabeneck (Jugendherberge) sowie geringe Reste der Burg Hoheneck auf dem Hämmerlesberg. Außerdem stehen dort noch das älteste und zweitälteste Haus von Pforzheim. Sie werden aber normal bewohnt, deswegen kann man sie nur selten und an bestimmten Tagen besichtigen.
Der mit dem Durchbruch des Mäanderhalses entstandene Wasserfall der Nagold wäre, noch vor dem  Wutachlauffen, der wasserreichste Im Schwarzwald, wenn er nicht zu einem Wehrbauwerk umgestaltet worden wäre.

## Personen

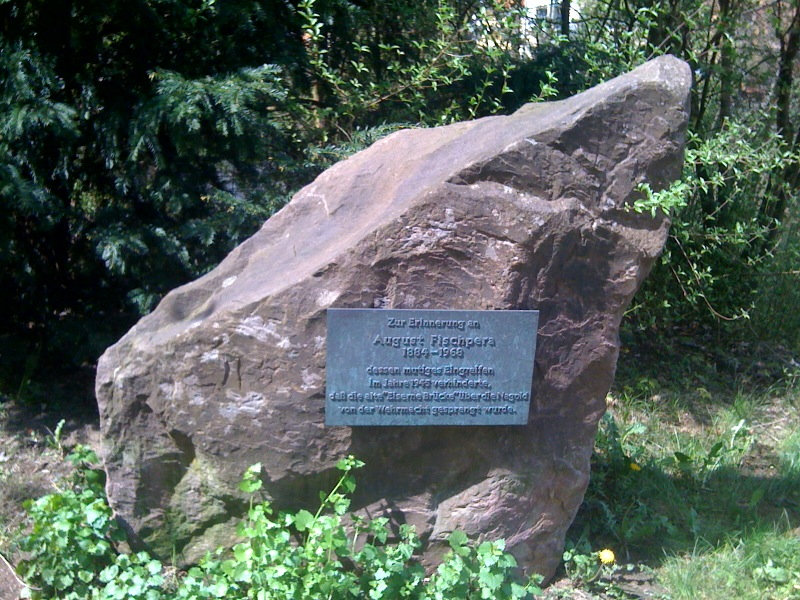
Gedenkstein

August Fischpera (* 1884; † 1968) war ein Bürger Weißensteins, er lebte an der früheren „Eisernen Brücke“ über die Nagold. Als die Alliierten in den letzten Kriegstagen 1945 auf dem Vormarsch waren, wollte die Wehrmacht diese Brücke sprengen. August Fischpera verhinderte dies dadurch, dass er die Zünder der angebrachten Sprengladungen unter Einsatz seines Lebens entwendete. Daran erinnert heute ein Gedenkstein, der an der heutigen Weißensteiner Brücke steht, die 1982 anstelle der „Eisernen Brücke“ errichtet wurde.